# Ton Boot
Ton Boot (Amsterdam, 16 oktober 1940) is een Nederlands oud-basketbalspeler en sinds zijn stoppen basketbalcoach. Hij behaalde als speler vijf landskampioenschappen met verschillende clubs in Nederland (DED, The Wolves en Blue Stars), leidde als coach veertien keer een Nederlandse of Belgische club naar het landskampioenschap en werd verkozen tot 'Coach van het Jaar' in 1979, 1980, 1983, 1986, 1987, 1993 en 2001. Boot is Lid van Verdienste van de Nederlandse Basketball Bond en werd in 2006 Ridder in de Orde van Oranje-Nassau. In 2004 riep NOC*NSF hem uit tot Coach van het Jaar. Bij de millenniumwisseling plaatste de Volkskrant hem op een voetstuk met de benoeming tot Coach van de Eeuw. Bijzonder was ook de eer die hem te beurt viel na de Jones Cup in 1982 in Nederland. Bij dat officieuze wereldkampioenschap voor clubteams werd Ton Boot verkozen tot beste coach.

## Trainersloopbaan

### Landskampioenschappen
Boot coachte van 1978 tot 1980 Den Bosch en werd even zo vaak kampioen met de club. Na een minder succesvol jaar bij Parker Leiden (1981-82) keerde hij terug bij Den Bosch, om daarmee in 1983 en 1984 twee landstitels aan zijn CV toe te voegen. Boot trad in 1985 in dienst van Den Helder, waar hij - onderbroken door een sabbatical - tot en met het seizoen 1992/93 bleef. Met de Noord-Hollanders werd hij van 1989 tot en met 1992 vier keer op rij landskampioen.
Boot beproefde vervolgens zijn geluk in België, waar hij Oostende ging coachen. Hij werkte er van 1994 tot en met 1997 en behaalde in 1995 zijn eerste Belgische nationale titel. Bij zijn terugkeer in Nederland in 1998 trad Boot in dienst van Amsterdam, waarmee hij in 1999, 2000, 2001 en 2002 zijn tiende, elfde, twaalfde en dertiende nationale titel binnensleepte. Na wederom een van Boots roemruchte sabbatical years ging hij aan de slag bij MPC Capitals uit Groningen en werd er in het seizoen 2003/04 met zijn vijfde verschillende club landskampioen. Het was voor de Groningers de eerste landstitel sinds 1982. Na het seizoen 2006/07 legde Boot er zijn taken neer.
In 23 seizoenen op het hoogste seizoen finishte Ton Boot 23 keer met zijn ploegen op de eerste, tweede of derde plaats in de nationale competitie. In totaal 19 keer stond Boot met een team in de finale van de play-offs.
Boot leidde in 1979 Den Bosch naar de finale van de European Cup Winners' Cup, maar moest op 22 maart 1979 na een 83-73 nederlaag in het Joegoslavische Poreč tegen de Italiaanse grootmacht Gabetti Cantu genoegen nemen met de tweede plaats. In 1990 leidde hij Den Helder naar de halve finales.

### Nationale bekers
Behalve landstitels schreef Boot als coach ook nationale bekers op zijn naam. Hij werd bekerwinnaar in 1992 met Den Helder, in 1997 met Oostende, in 1999 met Amsterdam en in 2005 met Groningen. Drie keer stond hij bovendien in de finale: in 1995, 1996 en 2007. In 2001 won Boot met Amsterdam de FEB Cup.

### Bondscoach
In 1981 werd Ton Boot kortstondig aangesteld als bondscoach van het Nederlands basketbalteam. Hij was in die functie de opvolger van Jan Sikking. Boot coachte de nationale ploeg in 10 wedstrijden: hij won 5 keer en verloor 5 keer. Belangrijkste doelstelling was het overleven van het EK-kwalificatietoernooi in de Turkse steden Izmir en Istanbul. Met vier zeges en vier nederlagen slaagde Oranje niet in die missie.

### In cijfers
Ton Boot coachte in zijn loopbaan 1179 wedstrijden op het hoogste niveau. 828 keer greep hij de winst, wat hem op een winstpercentage van 77,2 procent brengt. In competitie- en bekerduels lag zijn slagingspercentage zelfs nog hoger. 536 overwinningen in 684 competitiewedstrijden is goed voor 78,4 procent, terwijl 57 wedstrijdwedstrijden met 45 zeges een winstpercentage van 79,0 procent opleverden.

## Als speler en international

### Landskampioenschappen
In 1958 haalde Ton Boot met het Amsterdamse DED zijn allereerste landstitel binnen. In 1961, 1964 en 1965 met The Wolves en in 1970 met Blue Stars zou hij de hoofdstad nog vier landskampioenschappen bezorgen.

### International
Een jaar na zijn eerste landstitel debuteerde Boot onder bondscoach Henk Aldenberg als international. Op 1 april 1959 was Boot tegen Spanje achter Lucas de Jonge (18 punten) meteen de tweede scorer van het Nederlands team met 11 punten. Oranje verloor echter met 62-67.
In totaal speelde Ton Boot tot en met 1975 148 keer voor het Nederlands team. Hij diende acht verschillende bondscoaches: Henk Aldenberg, Cees Burgert, Jan Janbroers, de Tsjechoslowaak Egon Steuer, Harry Kippers, de Belg René Mol, Jan Bruin en de Amerikaan Bill Sheridan.

### Puntenrecord
In december 1959 vestigde Boot een puntenrecord in de landelijke competitie. Met DED bleek hij niet te stoppen door Monark. Boot maakte 53 punten (meer dan de helft van de productie van zijn ploeg) en zag DED met 103-50 winnen. Pas in 1979 raakte hij het record kwijt aan Tony Parker, de vader van NBA-speler Tony Parker, die namens het Haarlemse Flamingo's tegen Nationale Nederlanden Donar uit Groningen tot 63 punten kwam. In dat duel (113-112 voor de Groningers) was overigens wel een verlenging van vijf minuten nodig om een beslissing te forceren.

### Coca-Cola Trofee
In 1970 zou Ton Boot de prestigieuze Coca-Cola Trofee in de wacht slepen, de prijs voor de Nederlandse topscorer van de Eredivisie. Hij deed dat met een gemiddelde van 24,9 punten per wedstrijd.

## 'Sabbaticals'
Boot neemt om de zoveel jaar een zelfverkozen sabbatical year, in 2007 zijn zevende in totaal. Hij verklaarde in De Pers (14 december 2007) dat hij zich tijdens zijn dienstverbanden voor 100% wil geven en zich daardoor na 3,5 à 4 jaar opgebrand voelt. Om een burn-out te voorkomen, stelt hij rustpauzes in waarin hij niets met basketbal te maken wil hebben. Tijdens zijn sabbaticals houdt Boot zich bezig met mediaverschijningen, lezingen geven, studies volgen, columns schrijven en trainers en teams in andere takken van sport bezoeken. Zo nam hij onder meer een kijkje in de keuken bij voetbalclub AZ onder zowel Co Adriaanse als Louis van Gaal, met wie hij gesprekken voerde. Boot hoopt uit deze bezoeken en gesprekken dingen op te pikken die hem completer kunnen maken als coach.

## In de media
Boot wordt een grote algemene sportdeskundigheid toegekend. Daardoor geeft hij langs verschillende wegen gevraagd en ongevraagd kritiek en advies, aan of over verschillende sporten, sporters en sportclubs. Zo is hij een regelmatig gevraagd analyticus in televisieprogramma's en kranten en schrijft hij sinds januari 2008 een column in De Telegraaf. Een selectie van Boots columns uit verschillende bladen werden gebundeld in de boeken Alles of niets (2002) en OverWinnen (2007). Igor Wijnker bracht in 2009 een biografie uit over Boot, getiteld Ton Boot, Bezeten, dat 3e werd in de verkiezing Beste Sportboek van 2009. Ook maakte de NOS de documentaire "De Kampioenenmaker" over Boot in 2005 tijdens zijn tweede seizoen in Groningen.